# Hilda Hewlett
Pour les articles homonymes, voir Hewlett.
Hilda Beatrice Hewlett (17 février 1864 – 21 août 1943) est une aviatrice et femme d'affaires britannique, première femme à obtenir une licence de pilote au Royaume-Uni.

## Biographie
Hilda Beatrice Herbert est née à Vauxhall, district de Londres, le 17 février 1864. Elle épouse Maurice Henry Hewlett le 3 janvier 1888 avec qui elle aura deux enfants.
En 1909, elle assiste à un spectacle aérien à Blackpool dans le nord-ouest de l'Angleterre qui la pousse à apprendre à piloter. Elle se rend alors en France mais aucune des écoles d'aviation ne souhaite accepter de femme comme élève. Déterminée, elle achète un appareil — un Farman III —, ce qui lui octroie automatiquement le droit à des leçons de pilotage. Elle rencontre également Gustave Blondeau (en), un ingénieur et pionnier de l'aviation avec qui elle se lie d'amitié puis le convainc en 1910 de rentrer avec elle au Royaume-Uni pour ouvrir une école d'aviation.
Hilda Hewlett obtient sa licence de pilote le 29 août 1911, à l'âge de 47 ans, devenant ainsi la première femme au Royaume-Uni à obtenir une telle certification.
Hewlett et Blondeau se tournent ensuite vers la fabrication d'appareils et obtiennent des licences pour la construction d'avions Farman, Avro, Caudron et Hanriot. Au début de la Première Guerre mondiale, l'entreprise se focalise sur la production d'avions militaires et emploie alors près de 700 employés. À cette même époque, Hilda et son mari se séparent.
Lorsque la guerre s'achève en 1918, l'entreprise souffre de la baisse de commandes de la part du gouvernement et doit fermer en 1920. Hewlett décide alors de quitter le Royaume-Uni et s'installe à Tauranga en Nouvelle-Zélande avec sa fille. Elle meurt là le 21 août 1943 et est inhumée en mer selon sa volonté.